# Cyclingnews.com
Cyclingnews.com est un site web fournissant des actualités, informations et résultats du cyclisme mondial, appartenant à Immediate Media Company.

## Histoire
En 1995, l'Australien Bill Mitchell, cycliste passionné et professeur d'économie à l'Université de Newcastle, a créé le site web titré "Bill’s Cycling Racing Results and News" après avoir constaté qu'il y avait un besoin de nouvelles et de résultats du cyclisme dans les pays anglo-saxons. En juillet 2007, Mitchell a vendu le site à l'éditeur britannique Future plc pour 2,2 M £. Entre 2006 et 2008, le site est co-sponsor d'une équipe cycliste. En juillet 2014, cyclingnews.com a été acheté par Immediate Media Company.